# جو بار
جو بار (بالإنجليزية: Joe Barr)‏ هو عالم حاسوب وكاتب وصحفي ومبرمج أمريكي، ولد في 19 أكتوبر 1944، وتوفي في 11 يوليو 2008.